# Diflubenzuron
Diflubenzuron ist ein Insektizid aus der Gruppe der Benzamide und Benzoylharnstoffe, der als Chitinsynthesehemmer wirkt. Wichtige Einsatzgebiete sind die Bekämpfung des Massenauftretens von Raupen in der Forstwirtschaft oder von Stechmücken. Diflubenzuron wurde 1975 von dem niederländischen Chemie-Unternehmen Philips-Duphar entwickelt.

## Synthese
Diflubenzuron wird aus Chlorphenylisocyanat (p-Chloranilin, Phosgen) und 2,6-Difluorbenzamid hergestellt.

## Wirkung
Diflubenzuron wird im Zuge der Fraßaktivität von den Larven aufgenommen und hemmt die Synthese von Chitin während der Häutung. Die Kutikula der Larven wird nicht neu gebildet, was zum Tod der Tiere führt. Das Insektizid wirkt auch gegen Insekten-Eier (ovizid), indem es den Einbau von Chitin in die Haut des Embryos stört. Auf ausgewachsene Insekten (Imagines) hat Diflubenzuron keine Wirkung.

## Verwendung
Diflubenzuron wird als in Wasser oder Öl dispergierbares Pulver oder Granulat verwendet. Diflubenzuron kann allgemein gegen eine große Bandbreite an blattfressenden Schadinsekten zum Einsatz kommen. So waren in der Schweiz Diflubenzuron-haltige Pflanzenschutzmittel für den Einsatz gegen Schmetterlinge an Ziergehölzen und Stauden, im Obstbau sowie gegen Kohlweißlinge und die Kohleule beim Anbau von Kohl zugelassen, aber nicht in der Forstwirtschaft. Auch gegen Trauermücken, Weiße Fliegen und Termiten kann Diflubenzuron eingesetzt werden.

## Zulassung
Gemäß europäischer Gesetzgebung (Richtlinie 98/8/EG über das Inverkehrbringen von Biozid-Produkten) und mit Richtlinie 2013/6/EU vom 20. Februar 2013 liegt ein Entscheid vor, den Wirkstoff Diflubenzuron ab 1. Februar 2015 in die entsprechende Liste (Anhang I der Richtlinie 98/8/EG) für die Produktart 18 (Insektizide) aufzunehmen. Die Abgabe von Biozidprodukten, die den Wirkstoff Diflubenzuron enthalten, ist somit in der EU (die Schweiz hat diese Bestimmung übernommen) für die Produktart 18 (Insektizide) befristet bis 31. Dezember 2018 erlaubt.
Diflubenzuron war in Deutschland für die Bekämpfung verschiedener Schmetterlingsraupen im Forst und im Zierpflanzenbau sowie gegen die Trauermücke in Champignonkulturen zugelassen, allerdings besteht inzwischen keine nationale Zulassung mehr.
In Österreich war die Verwendung im Forst sowie beim Anbau von Kernobst und Zierpflanzen zulässig. Hier wurde Diflubenzuron zur Bekämpfung der sich immer weiter verbreitenden Kastanienminiermotte (Cameraria ohridella) eingesetzt. Auch in Österreich besteht keine Zulassung mehr.

## Ökotoxikologie
Diflubenzuron wurde als nicht bienengefährlich eingestuft. Die letale Konzentration (LC50) für die Regenbogenforelle lag bei 140 mg/l im 96-Stunden Test. Beim Großen Wasserfloh wurde eine EC50 (49 Stunden) von 16 µg/l gefunden. Die orale letale Dosis (LD50) für den Rotschulterstärling lag bei 3762 mg/kg Körpergewicht.
Das Mittel wird als schädigend für Populationen der Arten Gemeine Florfliege (Chrysoperla carnea) und Hainschwebfliege (Episyrphus balteatus) eingestuft.